# NGC 6051
NGC 6051 ist eine Elliptische Galaxie vom Hubble-Typ E3 im Sternbild Schlange in der Nähe des Himmelsäquators. Sie ist schätzungsweise 433 Mio. Lichtjahre von der Milchstraße entfernt und hat einen Durchmesser von etwa 205.000 Lj.
Im selben Himmelsareal befindet sich u. a. die Galaxie IC 4588.
Das Objekt wurde am 20. Juni 1881 vom französischen Astronomen Édouard Stephan entdeckt.